# وسيط وزني لتكلفة رأس المال

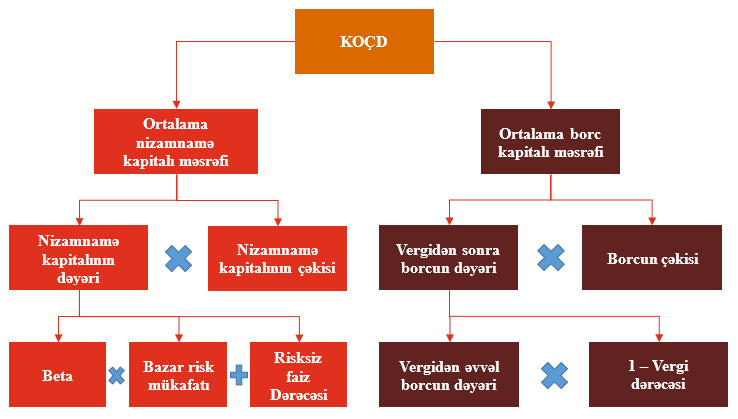

الوسيط الوزني لتكلفة رأس المال (بالإنجليزية: Weighted average cost of capital)‏ هو مقياس تكلفة رأس مال الشركات والمشاريع الاستثمارية، ويتم الوصول إليه عن طريق حساب الوسيط الوزني لتكلفة حقوق الملكية وتكلفة القروض.

## طريقة الحساب
معادلته هي:
{\displaystyle c\ =\ \left({E \over K}\right)\cdot y\ +\ \left({D \over K}\right)\cdot b(1-{t_{C} \over 100})}
بشرط:
{\displaystyle \ K=D+E}
حيث أن:
| الرمز                 | المعنى                         | وحدة القياس |
| --------------------- | ------------------------------ | ----------- |
| {\displaystyle c}     | الوسيط الوزني لتكلفة رأس المال | %           |
| {\displaystyle y}     | تكلفة حقوق الملكية             | %           |
| {\displaystyle b}     | تكلفة القروض                   | %           |
| {\displaystyle t_{C}} | معدل الضريبة                   | %           |
| {\displaystyle D}     | إجمالي الديون                  | عملة        |
| {\displaystyle E}     | إجمالي حقوق الملكية            | عملة        |
| {\displaystyle K}     | إجمالي رأس المال               | عملة        |